# Hilda Múdra
Hilda Múdra, tên khai sinh Hildegard Klimpel (sinh ngày 1 tháng 1 năm 1926, mất ngày 22 tháng 11 năm 2021, Bratislava), là một huấn luyện viên trượt băng nghệ thuật người Slovakia gốc Áo. Bà là người đã dẫn dắt Ondrej Nepela đạt chức vô địch tạiThế vận hội 1972. Năm 2021 bà được trao tặng huân chương Slovakia Rad Ľudovíta Štúra hạng một.

## Tiểu sử
Bà sinh năm 1926 tại quận Josefstadt, Viên trong một gia đình nhà giáo, là con gái của Paul và Anna Klimpel. Năm 1947, khi còn là thành viên đoàn biểu diễn trên băng của Áo, bà kết hôn với nhà quản lí người Slovak, Jozef Múdry và từ đó bà sống và làm việc tại Bratislava, Tiệp Khắc.
Nghe lời khuyên của chồng, bà dùng tên Slovak Hilda. Ở nơi sống mới và vào thời hậu thế chiến, tiếng Đức được tránh dùng nơi công cộng và tên khai sinh của bà, Hildegard lại nghe rất Đức. Họ có chung con gái Dagmar năm 1949 và con trai Pavol năm 1950. Chồng bà mất năm 2010.
Bà dùng tiếng Slovak, tiếng Đức và một số ngôn ngữ khác khi huấn luyện viên các vận động viên nước ngoài. Chỉ một lần duy nhất bà nghĩ đến việc trở về thành phố Viên quê hương trong sự kiện Mùa xuân Praha năm 1968, nhưng cuối cùng bà quyết ở lại và bốn năm sau đó, bà đạt đỉnh cao nhất trong sự nghiệp làm huấn luyện viên của mình khi học trò của bà đoạt huy chương vàng Thế vận hội ở Nhật Bản.
Qua tuổi 80 bà tiếp tục tập luyện cho trẻ em và người tàn tật, nhưng sau khi bị ngã và gãy đốt sống trong một buổi tập, bà không thể lên sân băng nữa. Sau sinh nhật 90 bà vẫn tự đi mua sắm và sinh hoạt. Những năm cuối đời bà sống trong viện dưỡng lão tại Bratislava, nơi đây bà hay chơi ô chữ bằng tiếng Đức. Dù sống lâu ở Slovakia nhưng bà vẫn thuận viết bằng tiếng Đức, bà không biết ngữ pháp tiếng Slovak một cách hoàn hảo nên lúc trẻ khi cần bà nhờ chồng con viết hộ.
Hilda Múdra qua đời vào ngày 22 tháng 11 năm 2021 ở tuổi 95 tại Bratislava, Slovakia.

## Sự nghiệp

### Khởi nghiệp
Khi còn nhỏ, bà được Rudolf Kurtzer và Will Petters dạy trượt băng tại Viên. Cha bà làm việc tại một trường học ở Viên, nơi hiệu trưởng Rudolf Kurtzer lấy cảm hứng từ nhà vận động viên nổi tiếng người Áo, Karl Schäffer đã tổ chức các khóa dạy trượt băng cho giáo viên. Bà được cha cho theo học và chính Kutzer đã dạy bà những bước cơ bản khi bà mới 8 tuổi. Về sau bà được Will Petters, sau này là cha đẻ chương trình biểu diễn Wiener Eisrevue dạy khiêu vũ tự do trên băng. Có thời gian bà khiêu vũ đôi, nhưng sau khi đồng nghiệp nam của bà vào lính, bà trở lại khiêu vũ đơn.
Theo thông lệ dưới thời Hitler, học sinh tốt nghiệpphổ thông phải về đồng quê lao động trong chương trìnhLandjahr. Để tránh điều này, cha của bà đã liên hệ với đạo diễn Will Petters và cuối cùng bà được vào chương trình biểu diễn Wiener Eisrevue. Vào giữa những năm 1940, bà đi lưu diễn cùng đoàn tại Tiệp Khắc và gặp chồng tương lai của mình tại đây. Sau khi lấy chồng, bà được vận động viên trượt băng nghệ thuật Emil Skákal tác động và bà bắt đầu công việc huấn luyện.

### Huấn luyện
Tên tuổi Hilda Múddra phần lớn gắn liền với người học trò nổi tiếng của mình, Ondrej Nepela. Tuy nhiên bà cũng có công huấn luyện nhiều vận động viên danh tiếng trong và ngoài Slovakia. Người đầu tiên trong số học trò thành công của bà là  Jana Mrázková-Dočekalová, giành được huy chương đồng tạiGiải vô địch châu Âu 1961.
Học trò đặc biệt và thành đạt nhất của bà là Ondrej Nepela. Lúc đầu bà nhận Ondrej lúc 7 tuổi vào tập tạm với nhóm nữ vì thương hại và cuối cùng bà đã dẫn dắt ông suốt 15 năm liền trong sự nghiệp. Bố mẹ Ondrej Nepela là những người lớn tuổi, đôi khi mẹ ông còn nhờ Hilda thay mặt bà đi họp phụ huynh. Ondrej gọi bà là dì Hilda và từ đó về sau, các vận động viên Slovak khác cũng gọi huấn luyện viên của mình một cách gần gũi gia đình như thế. Đến năm học lớp 9, Ondrej đã đoạt huy chương đồng Giải vô địch châu Âu nhân sinh nhật thứ 40 của bà. Tổng cộng, ông đã giành huy chương vàng vô địch trượt băng nghệ thuật Tiệp Khắc 8 lần, vô địch châu Âu 5 lần, vô địch thế giới 3 lần và vô địch Thế vận hội mùa đông 1972 khi Nhật Bản là nước châu Á đầu tiên được đăng cai. Sân vận động mùa đông ở Bratislava, nơi bà và học trò Ondrej Nepela giành Giải vô địch trượt băng nghệ thuật Thế giới 1973 được nâng cấp năm 2011 và đổi tên thành Sân vận động mùa đông Ondrej Nepela.
Trong thời gian đó, bà còn dẫn dắt nhiều vận động viên danh tiếng khác như: Eva Grožajová-Bergerová, Marián Filc, Agnesa Búřilová-Wlachovská, Miroslav Šoška, Ľudmila Bezáková, Eva Križková-Ďurišinová,  Martin Skotnický, Jozef Sabovčík.
Học trò của bà bên ngoài Slovakia cũng đạt những thành tích thể thao quan trọng như nữ vận động viên Thụy Sĩ, Charlott Walter đạt vị trí thứ 9 tại Thế vận hội mùa đông 1972.Nữ vận động viên Nam Tư, Sanda Dubravčič đạt huy chương bạc giải Châu Âu 1981 và giành vị trí thứ 10 tại thế vận hội khi cô châm đuốc khai mạc tại sân nhà năm 1984.
Năm 2000 Ondrej Nepela được truy tặng danh hiệu Vận động viên Slovakia của thế kỷ 20, Hilda Múdra đã nhận giải thưởng này từ tổng thống Slovakia, Rudolf Schuster thay mặt cho học trò đã qua đời của bà.

## Vinh danh
Vì những cống hiến của mình trong lĩnh vực thể thao, bà đã nhận nhiều giải thưởng và công nhận:
- Năm 1998 đoạt cúp Thể thao và Đạo đức của Ủy ban Olympic Quốc tế
- Năm 2000 giành Giải thưởng Những chiếc vòng Olypic vàng, giải thưởng Fair Play của Ủy ban Olympic Slovakia
- Năm 2003 nhận Huy chương Pierre de Coubertin của Ủy ban Olympic Quốc tế vì đóng góp lâu dài trong việc truyền bá tinh thần Olympic.[2]
- Năm 2004 là thành viên danh dự của Ủy ban Olympic Slovakia
- Năm 2021 được trao tặng huân chương Slovakia Rad Ľudovíta Štúra hạng một vì những thành tích đặc biệt trong lĩnh vực thể thao và quảng bá tên tuổi Slovakia ra quốc tế.[7]